# Anna Kleczkowska
Anna Kleczkowska (ur. 31 lipca 1894 we Lwowie, zm. 30 stycznia 1983 w Krakowie) – polska uczestniczka walk o Lwów 1918–1919, żołnierz Ochotniczej Legii Kobiet.

## Życiorys
Najstarsza siostra Zofii i Sabiny. Razem z nimi pełniła służbę wartowniczą na Wysokim Zamku we Lwowie. Wiosną 1919, aby pomóc finansowo owdowiałej matce, odeszła z Ochotniczej Legii Kobiet i podjęła pracę w Polskim Banku Przemysłowym we Lwowie. 24 listopada 1921 w kościele św. Mikołaja we Lwowie wyszła za mąż za Józefa Janellego – wice, a następnie dyrektora Zakładu Ubezpieczeń od Wypadków (późniejszego ZUS).  
Po śmierci siostry Sabiny i jej męża, przejęła opiekę nad ich dziećmi – sama owdowiała w 1942, nie doczekawszy własnego potomstwa. Podczas drugiej okupacji sowieckiej Lwowa udzielała swego mieszkania na tajne spotkania członków polskiego podziemia. Na skutek terroru NKWD, w 1946 wyjechała do Polski wraz z dziećmi Domanasiewiczów, osiedlając się w Krakowie. Tam pracowała początkowo jako pracownik umysłowy w Banku Gospodarstwa Krajowego, a później jako sekretarka kierownika kliniki dermatologicznej. W lipcu 1958 przeszła na rentę inwalidzką. Zmarła 30 stycznia 1983. Została pochowana w Krakowie na cmentarzu Batowickim.